# ТЕС Ровінарі
44°54′28″ пн. ш. 23°8′8″ сх. д. / 44.90778° пн. ш. 23.13556° сх. д.
ТЕС Ровінарі – теплова електростанція в Румунії у повіті Горж, за півтора десятки кілометрів на південний захід від міста Тиргу-Жіу.
В 1972 та 1973 роках на майданчику станції стали до ладу два енергоблоки потужністю по 200 МВт, у яких використали обладнання чехословацького виробництва – котли SES Tlmace та парові турбіни Skoda. Наприкінці того ж десятиліття ввели в експлуатацію чотири блоки потужністю по 330 МВт – один в 1976-му, два в 1977-му та один в 1979-му. На них встановили обладнання, виготовлене на румунських підприємства по ліцензії відомих західних компаній – котли Babcock (випущені заводом ICPET-Generatoare Abur) парові турбіни Rateau Schneider та генератори Alsthom.
У другій половині 1990-х перші два блоки законсервували, а в 2010-му призначили на демонтаж.
Як паливо станція використовує місцевий ресурс лігніту.
Наразі ТЕС пройшла модернізацію з метою покращення екологічних показників, під час якої встановили обладнання для десульфуризації відхідних газів. В межах цього проекту звели два нові димаря висотою по 120 метрів.
Існували плани спорудження на майданчику станції нового енергоблоку потужністю 600 МВт, проте в 2020-му румунське міністерство енергетики оголосило, що більше в країні не будуть зводитись генеруючі об’єкти на вугіллі.